# آلبر روسل

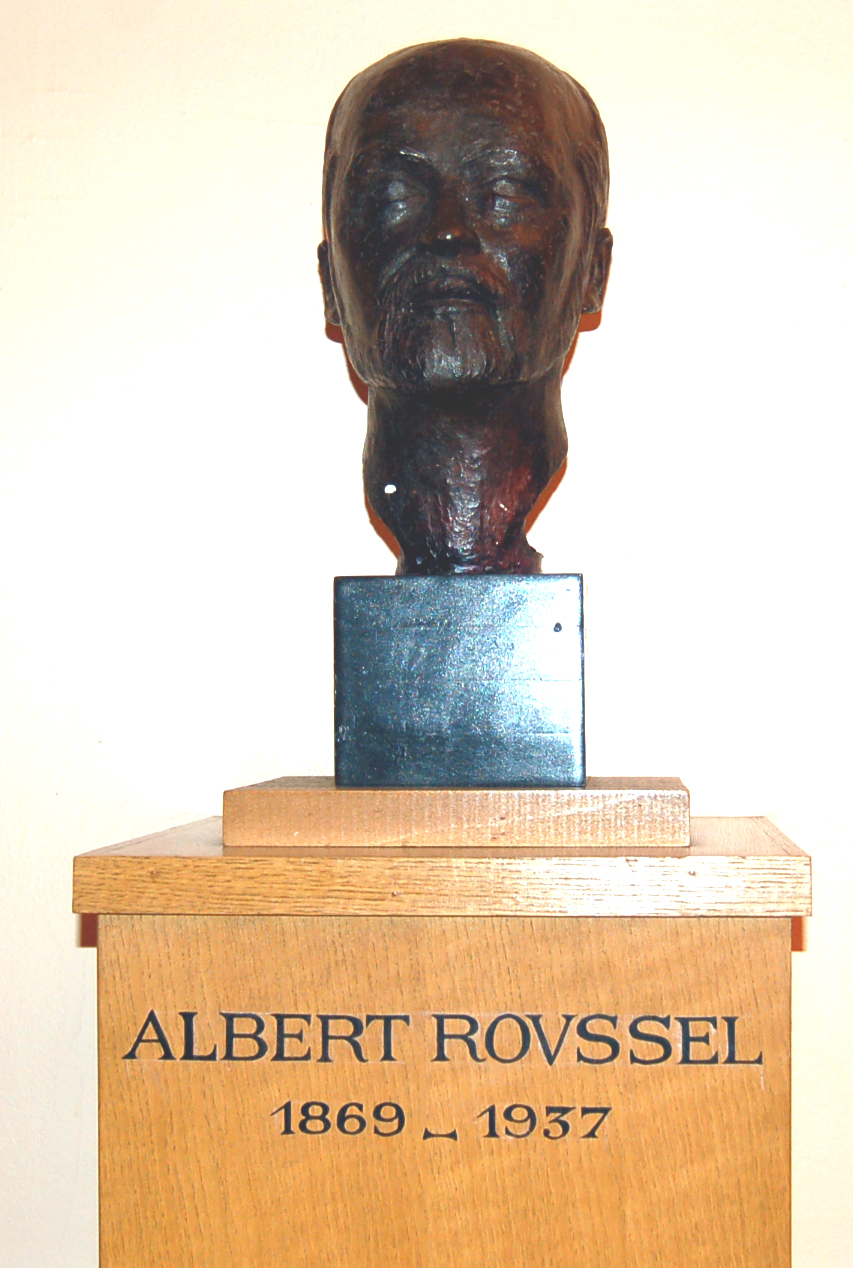
سردیس آلبر روسل

آلبر روسل (به فرانسوی: Albert Charles Paul Marie Roussel) آهنگساز فرانسوی در ۵ آوریل ۱۸۶۹ به دنیا آمد و در ۲۳ اوت ۱۹۳۷ در گذشت.
او یکی از چهره‌های درخشان در میان آهنگسازان میان دو جنگ جهانی شمرده می‌شود. آثار نخستین او بیشتر زیر تأثیر امپرسیونیستهایی چون کلود دبوسی و موریس راول بود اما آثار دوره بعدی وی بیشتر به سبک نئوکلاسیک گرایش دارند.

## زندگی
روسل در آغاز جوانی بیشتر از موسیقی به دریانوردی علاقه داشت و پیش از آنکه به‌طور کامل به موسیقی روی آورد چند سالی را در نیروی دریایی فرانسه خدمت کرد. در سال ۱۸۸۴ پس از کناره‌گیری از نیروی دریایی به صورت جدی مشغول آموختن موسیقی نزد اژن ژیگو گردید و سپس وارد مدرسه اسکولا کانتروم گردید تا به فراگیری موسیقی نزد استادانی چون ونسان دندی بپردازد. وی هم‌زمان با فراگیری موسیقی به آموزش نیز می‌پرداخت از جمله شاگردان او اریک ساتی و ادگار وارز بودند. با آغاز نخستین جنگ جهانی او به عنوان راننده آمبولانس در جبهه خاوری فعالیت می‌کرد. پس از جنگ، روسل منزلی در منطقه نورماندی خرید و در آنجا تمام وقت خود را به آهنگسازی می‌پرداخت. وی در سال ۱۹۳۷ همان سالی که هموتنانش گابریل فوره و موریس راول از دنیا رفتند در شهر رواَیان در خاور فرانسه بر اساس حمله قلبی در گذشت.

## برخی از آثار
- ۴ سمفونی
- چندین باله
- ۲ سونات ویلن
- موسیقی آوازی (mélodies)
- کنسرتو برای پیانو و ارکستر
- کنسرتو برای ویلنسل و ارکستر
- «نوازنده فلوت» برای فلوت و پیانو
- سه نوازی برای پیانو، ویلن و ویلنسل
- سه نوازی برای فلوت، آلتو و ویلنسل